# Scytalinidae
Scytalinidae é uma família de peixes da subordem Zoarcoidei. O seu unico género é Scytalina, com uma única espécie, Scytalina cerdale.